# Tabu (televíziós sorozat)
A Tabu Tom Hardy, Edward Hardy, Steven Knight által készített angol-amerikai akció-drámasoorzat. 2017. január 7-én indult az angol BBC One csatornán, majd az Amerikai Egyesült Államokban 2017. január 10-én került képernyőre az amerikai FX csatornán. Magyarországon 2017. március 17-én került bemutatásra az HBO csatornán.

## Történet
A 19. század elején játszódó történet egy, a Kelet Indiai Társasággal szembe szálló kalandorról. A főhős 1814-ben tér vissza Londonba 10 évnyi afrikai tartózkodását követően, miután arról értesül, hogy apja ráhagyott valami rejtélyes dolgot, aminek eredményeképp egy Amerika és Anglia között zajló veszélyes játszmába keveredik.

## Szereplők

### Főszereplők
- Tom Hardy – James Keziah Delaney
- Leo Bill – Benjamin Wilton
- Jessie Buckley – Lorna Delaney (Bow)
- Oona Chaplin – Zilpha Geary (Delaney)
- Stephen Graham – Atticus
- Jefferson Hall – Thorne Geary
- David Hayman – Brace
- Edward Hogg – Michael Godfrey
- Franka Potente as Helga von Hinten
- Michael Kelly – Edgar Dumbarton
- Tom Hollander – George Cholmondeley
- Marina Hands – Musgrove/Carlsbad
- Jonathan Pryce – Sir Stuart Strange
- Jason Watkins – Solomon Coop
- Nicholas Woodeson – Robert Thoyt

### Visszatérő szereplők
- Edward Fox – Horace Delaney
- Ruby-May Martinwood – Winter
- Scroobius Pip – French Bill
- Fiona Skinner – Brighton
- Mark Gatiss – György herceg
- Christopher Fairbank – Ibbotson
- Richard Dixon – Edmund Pettifer
- Roger Ashton-Griffiths – Abraham Appleby
- Danny Ligairi – Martinez
- Lucian Msamati – George Chichester
- Louis Ashbourne Serkis – Robert

## Epizódok
| Sor. | Év. | Cím                 | Rendező           | Író                                    | Premier                             | Nézettség   |
| ---- | --- | ------------------- | ----------------- | -------------------------------------- | ----------------------------------- | ----------- |
| 1.   | 1.  | 1. rész (Episode 1) | Kristoffer Nyholm | Steven Knight                          | 2017. január 7. 2017. március 17.   | 7,00 millió |
| 2.   | 2.  | 2. rész (Episode 2) | Kristoffer Nyholm | Steven Knight                          | 2017. január 14. 2017. március 24.  | 6,18 millió |
| 3.   | 3.  | 3. rész (Episode 3) | Kristoffer Nyholm | Steven Knight                          | 2017. január 21. 2017. március 31.  | 5,57 millió |
| 4.   | 4.  | 4. rész (Episode 4) | Kristoffer Nyholm | Steven Knight and Emily Ballou         | 2017. január 28. 2017. április 7.   | 5,36 millió |
| 5.   | 5.  | 5. rész (Episode 5) | Anders Engström   | Steven Knight and Ben Hervey           | 2017. február 4. 2017. április 14.  | 5,63 millió |
| 6.   | 6.  | 6. rész (Episode 6) | Anders Engström   | Edward "Chips" Hardy and Steven Knight | 2017. február 11. 2017. április 21. | 5,43 millió |
| 7.   | 7.  | 7. rész (Episode 7) | Anders Engström   | Steven Knight                          | 2017. február 18. 2017. április 28. | 5,53 millió |
| 8.   | 8.  | 8. rész (Episode 8) | Anders Engström   | Steven Knight                          | 2017. február 25. 2017. május 5.    | 5,59 millió |